# Issaka Hassane
Issaka Hassane (* 5. Januar 1950) ist ein ehemaliger tschadischer Sprinter.

## Erfolge
Issaka Hassane trat für den Tschad bei den Olympischen Sommerspielen 1984 in Los Angeles an. Er nahm an den Wettbewerben über 400 m teil, wo er in den Vorläufen ausschied.